# 本願寺西山別院
本願寺西山別院（ほんがんじにしやまべついん）は、京都府京都市西京区にある浄土真宗本願寺派の直属寺院。 住職は浄土真宗本願寺派門主が兼ねるが、別院輪番が置かれて実務を主管している。

## 概要
阪急京都線桂駅付近の住宅地にある古刹。
平安時代、桓武天皇の発願により、伝教大師最澄が京都西山の地に久遠寺（くおんじ）を創建したことに始まる。その後廃れ長らく荒れていたが、1314年（正和3年）、本願寺第3代覚如により復興し、浄土真宗の寺院となった。
境内には西本願寺の仮本堂を移築した本堂や、覚祖廟（覚如の廟所）、門徒向けの墓地、幼稚園や僧侶を養成する研修道場がある。
西山別院のテーマ曲として「西山御坊讃歌」が存在する。
（1）星霜湛え　穏やかに 西山御坊　学び舎の 歩みよろこび　同朋にして 祖師の法灯
懐かしく 清涼の念仏　香り舞う
（2）漲る誓い　弛みなく 西山御坊　学び舎の 満ちて　巣立たん　伝え人 覚祖　顔容
凛として 導きの念仏　声響く
（3）湧き立つ心　蒼き空 西山御坊　学び舎の 法友と語らん　ふる里と 遙か頂き　
仰ぎみて 高鳴りの念仏　胸熱く
作詞 - 小林義教、作曲 - 酒井愛世、歌 - 鹿多証道

## 境内
- 本堂 - 西本願寺旧仮本堂。現在の西本願寺阿弥陀堂を再建するまでは仮の阿弥陀堂として西本願寺にあった。左余間に覚如の影像を安置している。
- 目隠塀 - 山門と本堂の間にある。
- 山門
- 覚祖廟 - 覚如の廟所。幼稚園園庭の奥にある。
- 西山別院墓地
- 西山幼稚園
- 得度習礼所及び教師教修所研修道場 - 僧侶を目指す人や住職などになるために必要な資格を目指す僧侶が合宿形式で研鑚している。
- 寺務所
- 鐘楼
- 書院

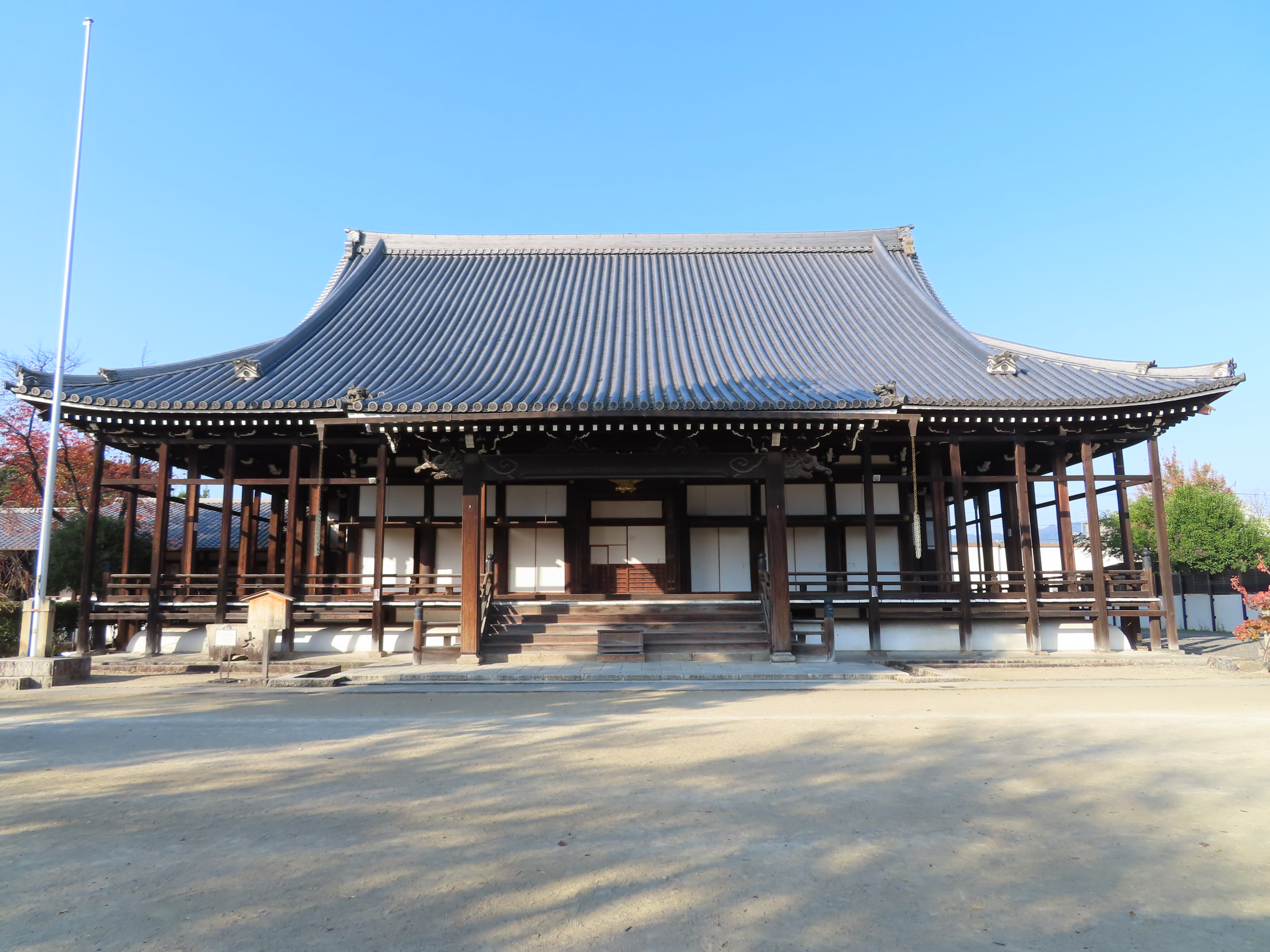
本堂
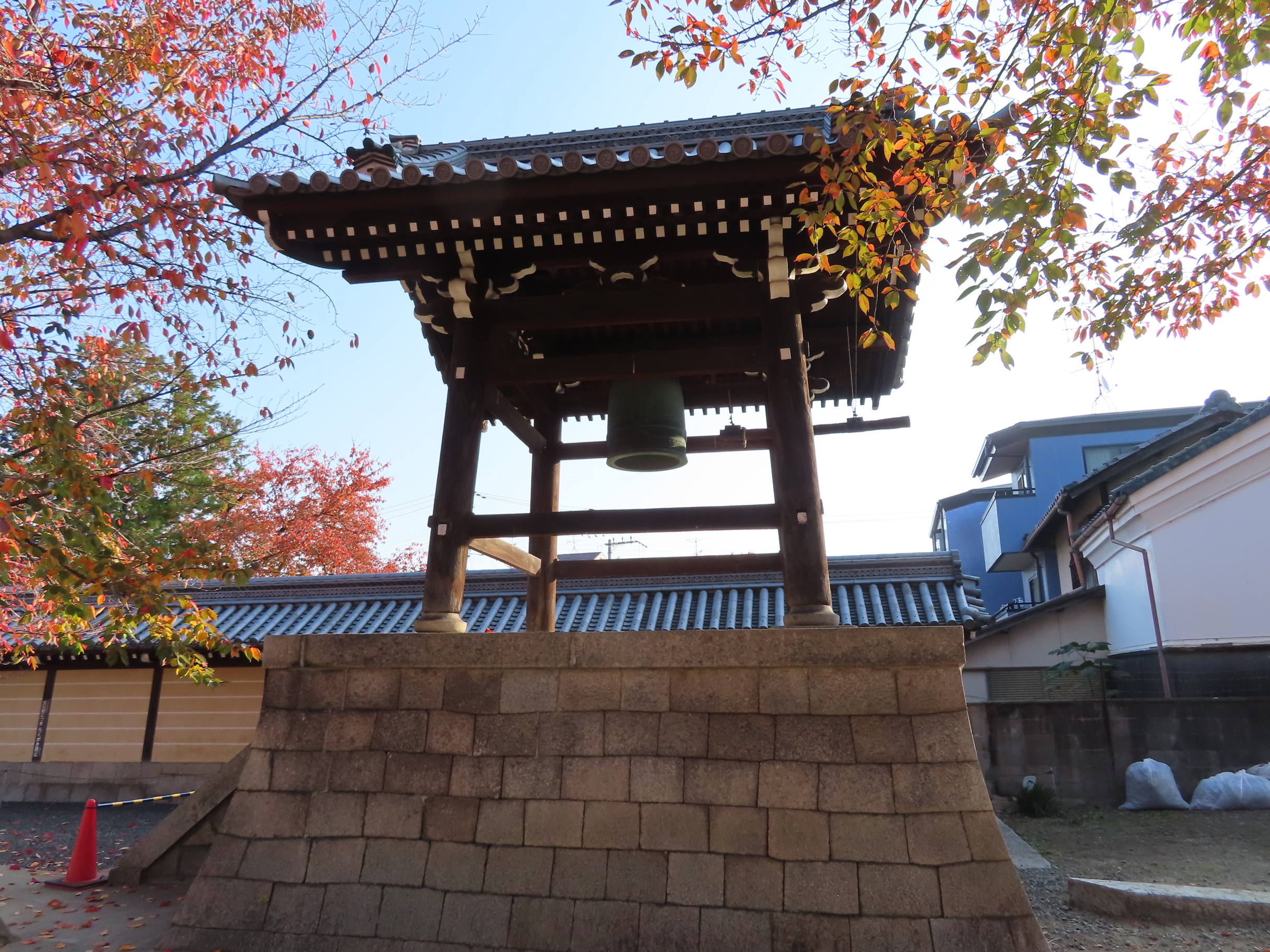
鐘楼
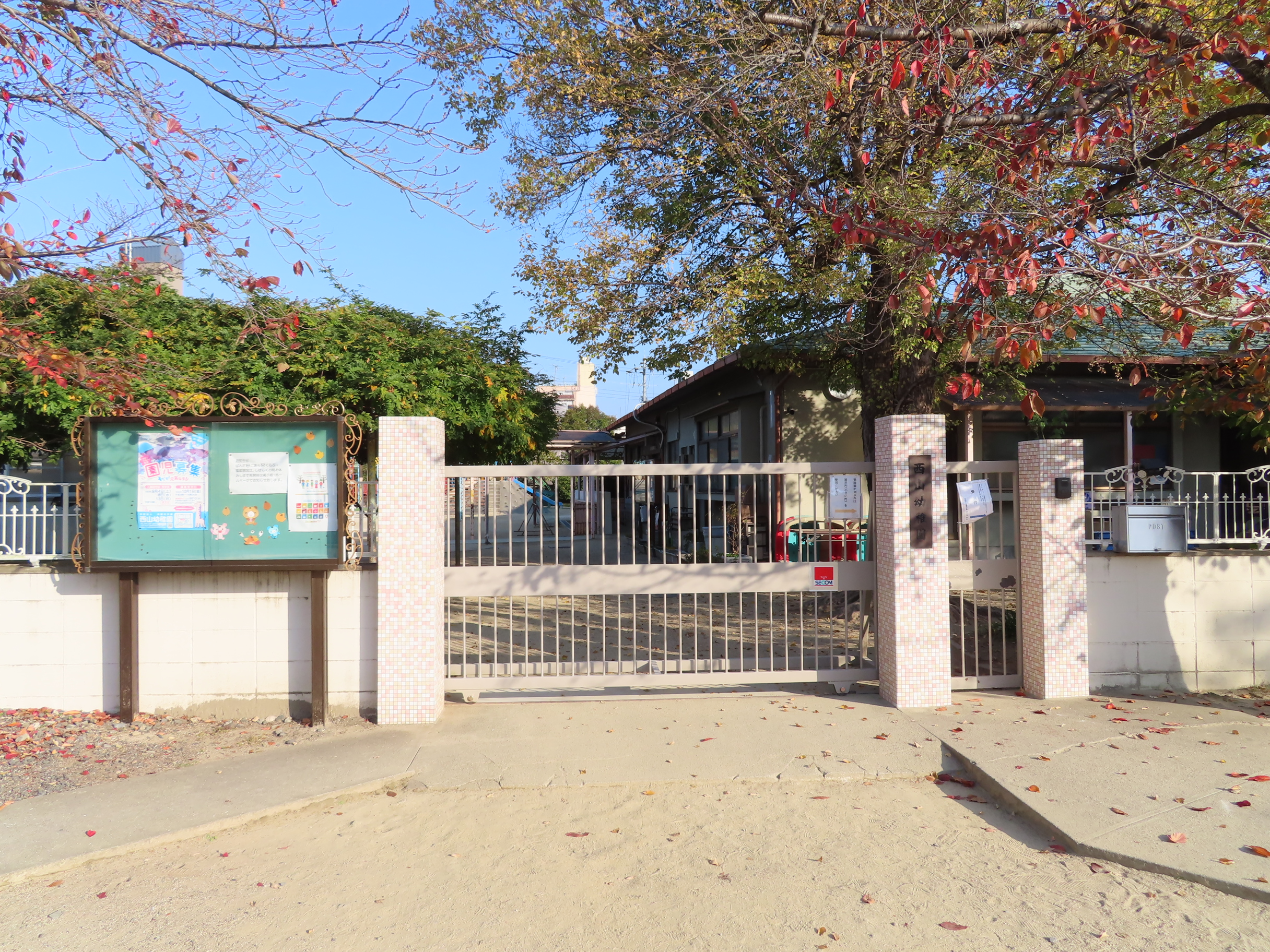
西山幼稚園
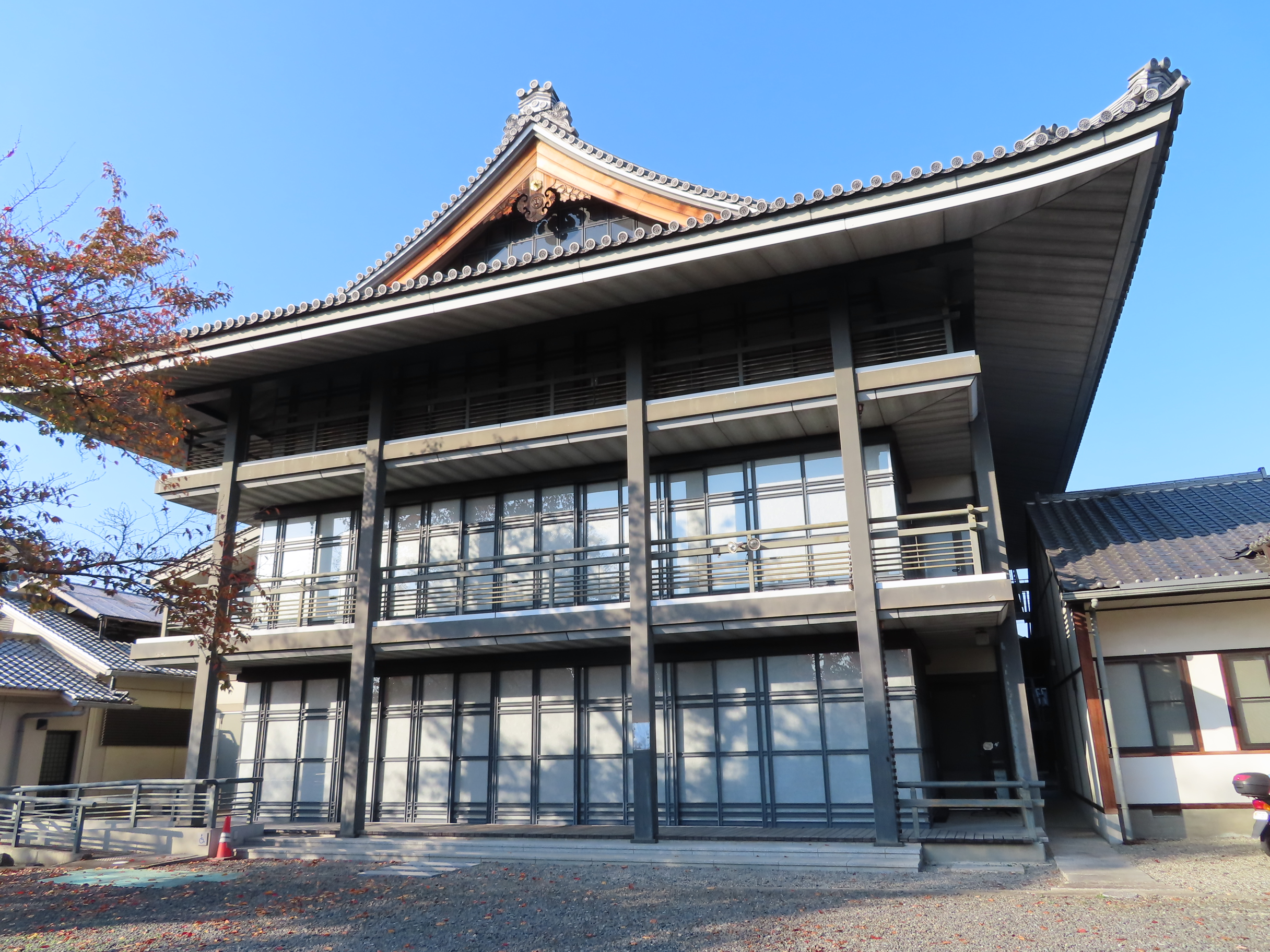
得度習礼所及び教師教修所研修道場